# Coppa Italia 2020-2021 (hockey su pista)
La Coppa Italia 2020-2021 è stata la 51ª edizione della principale coppa nazionale italiana di hockey su pista. La competizione ha avuto luogo con la formula del torneo a eliminazione diretta dal 27 febbraio al 25 aprile 2021; le semifinali e la finale si sono disputate presso il PalaForte di Forte dei Marmi.
Il trofeo è stato conquistato dall'Amatori Lodi per la quarta volta nella sua storia.

## Squadre partecipanti
| Qualificazione                                   | Club            |
| ------------------------------------------------ | --------------- |
| 1ª classificata in Serie A1 nel girone di andata | Amatori Lodi    |
| 2ª classificata in Serie A1 nel girone di andata | Forte dei Marmi |
| 3ª classificata in Serie A1 nel girone di andata | Valdagno        |
| 4ª classificata in Serie A1 nel girone di andata | Sarzana         |
| 5ª classificata in Serie A1 nel girone di andata | Montebello      |
| 6ª classificata in Serie A1 nel girone di andata | Follonica       |
| 7ª classificata in Serie A1 nel girone di andata | Trissino        |
| 8ª classificata in Serie A1 nel girone di andata | Bassano         |

## Risultati

### Tabellone
|  | Quarti di finale | Quarti di finale | Quarti di finale |                 |          | Semifinali      | Semifinali | Semifinali |  |  | Finale | Finale       | Finale |
|  |                  |                  |                  |                 |          |                 |            |            |  |  |        |              |        |
|  | 1                | Amatori Lodi     | 6                |                 |          |                 |            |            |  |  |        |              |        |
|  | 8                | Bassano          | 2                |                 |          |                 |            |            |  |  |        |              |        |
|  | 8                | Bassano          | 2                |                 | 1        | Amatori Lodi    | 4          |            |  |  |        |              |        |
|  |                  |                  |                  |                 | 1        | Amatori Lodi    | 4          |            |  |  |        |              |        |
|  |                  | 4                | Sarzana          | 3               |          |                 |            |            |  |  |        |              |        |
|  | 4                | 4                | Sarzana          | 3               | Sarzana  | 5               |            |            |  |  |        |              |        |
|  | 4                |                  |                  |                 | Sarzana  | 5               |            |            |  |  |        |              |        |
|  | 5                | Montebello       | 3                |                 |          |                 |            |            |  |  |        |              |        |
|  |                  |                  |                  |                 |          |                 |            |            |  |  | 1      | Amatori Lodi | 2(1)   |
|  |                  |                  | 2                | Forte dei Marmi | 2(0)     |                 |            |            |  |  |        |              |        |
|  | 2                | Forte dei Marmi  | 7                |                 |          |                 |            |            |  |  |        |              |        |
|  | 7                | Trissino         | 6                |                 |          |                 |            |            |  |  |        |              |        |
|  | 7                | Trissino         | 6                |                 | 2        | Forte dei Marmi | 6(4)       |            |  |  |        |              |        |
|  |                  |                  |                  |                 | 2        | Forte dei Marmi | 6(4)       |            |  |  |        |              |        |
|  |                  | 6                | Follonica        | 6(2)            |          |                 |            |            |  |  |        |              |        |
|  | 3                | 6                | Follonica        | 6(2)            | Valdagno | 0               |            |            |  |  |        |              |        |
|  | 3                |                  |                  |                 | Valdagno | 0               |            |            |  |  |        |              |        |
|  | 6                | Follonica        | 1                |                 |          |                 |            |            |  |  |        |              |        |

### Quarti di finale
| Arbitri: | Ferrari (Viareggio) Hyde (Breganze) |

|                                                                 |            |                          |
| Compagno 1'34" Illuzzi 5'29" Méndez 27'27" 29'23" 32'16" 49'59" | Marcatori  | 2'44" Amato 48'34" Festa |
| Bresciani                                                       | Allenatori | Crudeli                  |

| Arbitri: | Fronte (Novara) Rondina (Vercelli) |

|        |            |                 |
|        | Marcatori  | 49'04" Montigel |
| D. Mir | Allenatori | Sérgio Silva    |

| Arbitri: | Stallone (Giovinazzo) Rago (Giovinazzo) |

|                                                                     |            |                                         |
| Ipiñazar 8'31" 47'12" De Rinaldis 33'10" Galbàs 43'53" Rossi 46'21" | Marcatori  | 23'38" 26'45" Miguélez 33'02" Tataranni |
| Bertolucci                                                          | Allenatori | Chiarello                               |

| Arbitri: | Eccelsi (Novara) Brambilla (Agrate Brianza) |

|                                                                        |            |                                                                     |
| Ambrosio 1'25" 51'43" Casas 11'12" 35'27" 55'09" 55'34" Burgaya 39'29" | Marcatori  | 1'31" 44'10" García 30'34" João Pinto 37'45" 53'02" 56'38" Malagoli |
| Orlandi                                                                | Allenatori | Resende                                                             |

### Semifinali
| Arbitri: | Molli (Viareggio) Silecchia (Giovinazzo) |

|                                                                 |                      |                                                                      |
| Ambrosio 9'30" 12'25" 42'13" 47'23" Burgaya 10'52" Casas 17'53" | Marcatori            | 9'19" 9'43" 23'56" 39'35" F. Banini 19'08" Montigel 47'06" D. Banini |
|                                                                 | Tiri di rigore 4 – 2 |                                                                      |
| Orlandi                                                         | Allenatori           | Sérgio Silva                                                         |

| Arbitri: | Carmazzi (Viareggio) Galoppi (Follonica) |

|                                                            |            |                                                |
| Compagno 13'27" Illuzzi 18'38" Torner 31'46" Méndez 46'22" | Marcatori  | 2'20" Rossi 12'19" De Rinaldis 15'37" Ipiñazar |
| Bresciani                                                  | Allenatori | Bertolucci                                     |

### Finale
| Arbitri: | Eccelsi (Novara) Ferraro (Bassano del Grappa) |

|                                                                         |                      |                                                                            |
| Méndez 31'33" Compagno 39'40"                                           | Marcatori            | 32'17" 38'16" Casas                                                        |
| Cinquini Compagno Illuzzi Méndez Torner Illuzzi Cinquini Illuzzi Torner | Tiri di rigore 1 – 0 | Maremmani Ambrosio Motaran Casas Xavi Rubio Burgaya Ambrosio Motaran Casas |

| Amatori Lodi        |    |                      |
|                     |    |                      |
| P                   | 12 | Valentín Grimalt     |
| E                   | 9  | Domenico Illuzzi (c) |
| E                   | 66 | Jordi Méndez         |
| E                   | 77 | Francesco Compagno   |
| E                   | 99 | Enric Torner         |
| E                   | 7  | Andrea Gori          |
| E                   | 26 | Elia Cinquini        |
| E                   | 74 | Mattia Gori          |
| P                   | 49 | Riccardo Porchera    |
| Allenatore:         |    |                      |
| Pierluigi Bresciani |    |                      |

| Forte dei Marmi |    |                     |
|                 |    |                     |
| P               | 22 | Riccardo Gnata      |
| E               | 2  | Davide Motaran (c)  |
| E               | 5  | Federico Ambrosio   |
| E               | 17 | Xavier Rubio        |
| E               | 18 | Martí Casas         |
| E               | 4  | Lorenzo Giovannetti |
| E               | 7  | Jordi Burgaya       |
| E               | 63 | Morgan Antonioni    |
| E               | 77 | Giacomo Maremmani   |
| P               | 74 | Leonardo Bertozzi   |
| Allenatore:     |    |                     |
| Alberto Orlandi |    |                     |

### Annotazioni
1. 1 2 3 4 5 6 7  Partita giocata a porte chiuse a causa della pandemia di COVID-19.

### Fonti
1. ↑   Quarti di Coppa Italia. Lodi-Bassano, Forte-Trissino, Valdagno-Follonica, Sarzana-Montebello, su fisr.it, 27 gennaio 2021. URL consultato il 17 febbraio 2021.
2. ↑   La Coppa Italia cambia il formato in final four. Quarti anticipati al 27-28 febbraio, su fisr.it, 15 febbraio 2021. URL consultato il 17 febbraio 2021.
3. ↑   L'Amatori Wasken Lodi vince la Coppa Italia al 17º rigore, su fisr.it, 25 aprile 2021. URL consultato il 25 aprile 2021.
4. ↑   Stefano Blanchetti, L'Amatori può far festa: il trionfo in Coppa Italia è il simbolo della rinascita, in Il Cittadino, 26 aprile 2021,  p. 27.
5. ↑   Aldo Negri, Torner-gol all'ultimo rigore ma Grimalt viene espulso: entra Porchera ed è l'eroe, in Il Cittadino, 26 aprile 2021,  p. 28.